# Ludvig Ernst av Braunschweig-Lüneburg
 Ludvig Ernst av Braunschweig-Lüneburg, född 1718, död 1788, var en tysk adelsman. Han var regerande hertig av Kurland 1741. 